# Hypalastoroides colombianus
Hypalastoroides colombianus är en stekelart som beskrevs av Giordani Soika 1982. Hypalastoroides colombianus ingår i släktet Hypalastoroides och familjen Eumenidae. Inga underarter finns listade i Catalogue of Life.